# بووار د لیزل
بووار د لیزل (انگلیسی: Beauvoir De Lisle؛ ۲۷ ژوئیه ۱۸۶۴ – ۱۶ ژوئیه ۱۹۵۵) فرد نظامی اهل بریتانیا بود. وی  همچنین برندهٔ جوایزی همچون نشان حمام شده‌است.